# Йон Жардан
Йон Жардан (рум. Ion Jardan, нар. 10 січня 1990, Корнешти) — молдовський футболіст, півзахисник «Зімбру» та національної збірної Молдови.

## Біографія
Народився 10 січня 1990 в родині футболіста в місті Корнешти, нині — Молдова.
1991 року родина переїхала до міста Унгени, де Йон і розпочав займатись футболом. У віці 16 років він був переведений в основну команду, що грала в Дивізії А, в якій за сезон провів 16 матчів і забив 2 голи.

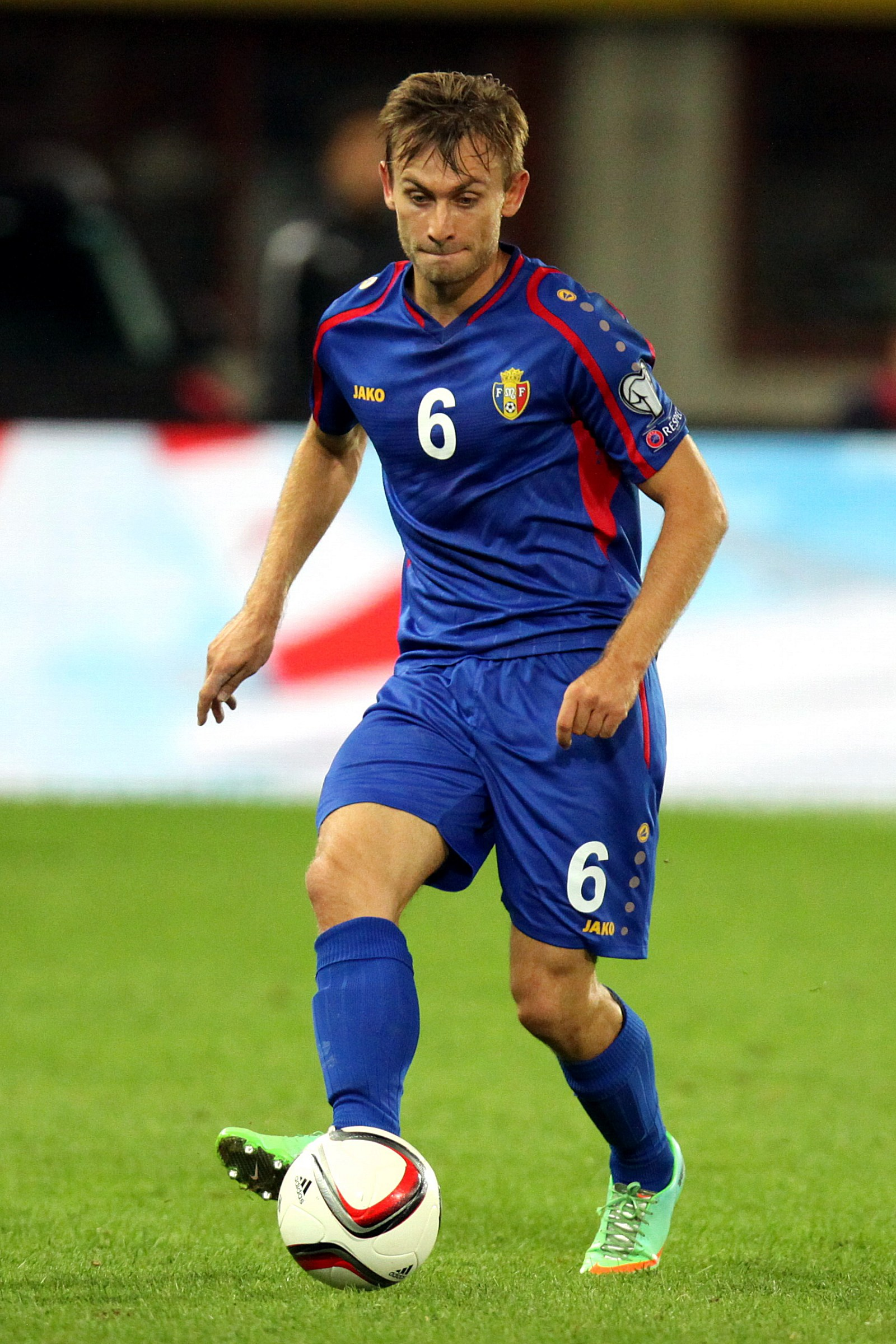
Йон Жардан у складі збірної Молдови. 5 вересня 2015 року.

На початку 2008 року перейшов у «Рапід» (Гідігіч), де поступово став одним з лідерів команди. Найбільшого досягнення разом з клубом досяг в сезоні 2011-12, коли «Рапід» за Жарданом вийшов до фіналу Кубка Молдови. Щоправда, через травму Йон не зміг зіграти в тому матчі, який «Рапід» програв в серії післяматчевих пенальті команді «Мілсамі». З жовтня 2012 року був капітаном команди.
24 червня 2013 року підписав однорічний контракт з київським «Арсеналом», в якому взяв 8 номер. Дебют за «Арсенал» припав на товариський матч з «Ростовом» 27 червня, який завершився перемогою українців з рахунком 2:1. Проте незабаром у «канонірів» почалися фінансові труднощі і Жардан, який за весь час не отримав від клубу жодної копійки, в жовтні повернувся до Молдови, де став тренуватись з «Рапідом» (Гідігіч).
На початку 2014 року був на перегляді в румунському клубі «Ботошані» з Ліги I, але контракт не підписав.
В лютому 2014 року пописав контракт з клубом «Зімбру», з яким того ж року став переможцем Кубка і Суперкубка Молдови.

### Збірна
У 2010–2012 роках виступав у молодіжній збірній Молдови.
14 червня 2013 року дебютував у національній збірній Молдови в товариському матчі проти збірної Киргизстану, в якому відіграв весь матч, допомігши своїй збірній святкувати перемогу з рахунком 2:1.

## Особисте життя
Батько — Валеріу Жардан, футболіст, який виступав за ряд команд в чемпіонаті Молдовської РСР. Мати — Люсія Бакалу, журналіст, директор Expresul de Ungheni. Брат — Крістіан Жардан, грав у футбол за місцеву команду Унгень з 2000 по 2010 рік. Сестра — Міхаела Жардан.
Сам Йон закінчив факультет географії, туризму та історії Придністровського державного університету імені Тараса Шевченка, після чого навчався в Міжнародному Незалежному Університеті Молдови (FIUM) на факультеті бізнесу та управління.

## Досягнення
- Чемпіон Молдови (2) :

«Шериф»: 2016-17, 2017
- Володар Кубка Молдови (3):

«Зімбру»: 2013-14
«Шериф»: 2016-17
Петрокуб: 2019-20
- Володар Суперкубка Молдови (1):

«Зімбру»: 2014